# North of North
North of North är en kanadensisk komediserie vars första säsong består av tio avsnitt. Serien hade premiär på CBC Television den 7 januari 2025. Serien är skapad av Stacey Aglok MacDonald och Alethea Arnaquq-Baril.

## Handling
Serien handlar om en ung inuitiskt kvinna som bor i en liten arktisk by och kämpar för att hitta sin egen väg i det tätt sammanhållna samhälle.

## Rollista (i urval)
- Anna Lambe - Siaja
- Mary Lynn Rajskub - Helen
- Braeden Clarke - Kuuk
- Jay Ryan - Alistair
- Kelly William - Ting
- Nutaaq Doreen Simmonds - Elisapee
- Tanya Tagaq - Nuliajuk